# As Fate Would Have It (film 1912 Vitagraph)
As Fate Would Have It è un cortometraggio muto del 1912. Il nome del regista non viene riportato nei credit del film.

## Trama
All'università, George e Edith si innamorano. Finiti gli studi, prima di lasciarsi, si scambiano una promessa di amore eterno. Ma, tornata a casa, Edith è costretta a promettere al capezzale del padre morente che sposerà Ralph Leslie. Scrive allora una lettera a George, dove gli dice che il loro è un amore impossibile e che deve lasciarlo. George, distrutto, parte per una grande città, dove vuole solo dimenticare e immergersi nel lavoro. Neanche i suoi genitori sanno che fine abbia fatto e, quando ricevono un telegramma da Edith, lo conservano per darlo al figlio se mai un giorno dovesse ritornare. Passano cinque anni. Finalmente, un giorno, George torna: è diventato un avvocato si successo e una personalità. I genitori, che ormai lo credevano morto, lo accolgono felici. Gli consegnano anche il telegramma. Il giovane legge così il messaggio di Edith: la ragazza aveva cambiato idea, troppo innamorata di lui, decidendo di non sposare Leslie. Alla notizia, George si precipita da lei, scoprendo che Edith, nel frattempo, non si è mai sposata ma che lo ha sempre atteso, fedele alla loro promessa.

## Produzione
Il film fu prodotto dalla Vitagraph Company of America.

## Distribuzione
Distribuito dalla General Film Company, il film - un cortometraggio in una bobina - uscì nelle sale cinematografiche statunitensi il 10 ottobre 1912. Nel Regno Unito, fu distribuito il 23 gennaio 1913.